# Sirens of the Sea
Sirens of the Sea – album wydany przez brytyjską grupę OceanLab, składającą się z członków grupy Above & Beyond oraz wokalistki Justine Suissy.

## Lista Utworów
1. Just Listen – 3:50
2. Sirens of the Sea – 5:56
3. If I Could Fly – 5:12
4. Breaking Ties – 5:14
5. Miracle – 6:43
6. Come Home – 4:33
7. On a Good Day – 5:57
8. Ashes – 6:30
9. I Am What I Am – 4:46
10. Lonely Girl – 5:32
11. Secret – 5:20
12. On the Beach – 4:45
13. Breaking Ties (Flow Mix) – 6:11